# Beatriz Vila Polo
Beatriz Vila Polo (Zaragoza, 17 de septiembre de 1973) deportista española con discapacidad intelectual participante en diversas modalidades deportivas, destacando principalmente en deportes de invierno donde ha conseguido varios campeonatos de España tanto en esquí de fondo como en esquí alpino. Ha participado también en los mundiales de invierno de 2009, 2010 y 2011.

## Palmarés deportivo

### Esquí alpino
- Campeonato de España 1999, medalla de plata.
- Campeonato de España 2002, medalla de plata.
- Campeonato de España 2003, medalla de oro.
- Campeonato de España 2004, medalla de plata.
- Campeonato de España 2005, medalla de oro.
- Campeonato de España 2006, medalla de oro.
- Campeonato de España 2007, medalla de oro.
- Campeonato de España 2008, medalla de oro.
- Campeonato de España 2009, medalla de oro.
- Campeonato de España 2010, medalla de oro.
- Campeonato de España 2011, medalla de plata.
- Campeonato de España 2012, medalla de plata.
- Campeonato de España 2017, medalla de bronce.
- Campeonato de España 2018, medalla de plata.

### Esquí de fondo
- Campeonato de España 1999, medalla de bronce.
- Campeonato de España 2000, medalla de plata.
- Campeonato de España 2001, medalla de oro.
- Campeonato de España 2002, medalla de oro.
- Campeonato de España 2003, medalla de oro.
- Campeonato de España 2004, medalla de oro.
- Campeonato de España 2005, medalla de oro.
- Campeonato de España 2006, medalla de oro.
- Campeonato de España 2007, medalla de plata.
- Campeonato de España 2008, medalla de oro.
- Campeonato de España 2009, medalla de oro.
- Campeonato de España 2010, medalla de plata.
- Campeonato de España 2011, medalla de oro.
- Campeonato de España 2012, medalla de oro.
- Campeonato de España 2014, medalla de bronce.

### Lanzamiento de peso
- Campeonato de España 2015, medalla de bronce.
- Campeonato de España 2017, medalla de bronce.

## Galardones
El 4 de marzo de 2011, recibió el premio a la mejor deportista  aragonesa con discapacidad de 2010.